# Rivet-Popper-Hypothese
Die rivet-popper-Hypothese, auch rivet-Hypothese, Nieten-Hypothese oder Nischen-Komplement-Hypothese genannt, ist eine Hypothese zum Zusammenhang zwischen Biodiversität, insbesondere Artenvielfalt, von Ökosystemen und deren Funktion. Die Hypothese wurde, in Form einer metaphorischen Fabel, von den amerikanischen Forschern Paul R. Ehrlich und Anne H. Ehrlich in ihrem Buch Extinction: The Causes and Consequences of the Disappearance of Species (deutsch: Der lautlose Tod) erfunden. Es handelt sich nicht um eine wissenschaftliche Hypothese im engeren Sinne, die Gegenstand eines Forschungsprogramms werden könnte, sondern eher um ein veranschaulichendes Sprachbild mit heuristischem Nutzen. Vorhersagen oder Tests des Zusammenhangs zwischen Biodiversität und Funktion sind extrem schwierig und im Freiland so gut wie unmöglich, so dass die Zusammenhänge eher theoretisch abgeleitet werden.

## Formulierung
Die von den Ehrlichs in der Einleitung ihres Buches erzählte Fabel berichtet (hier nach der deutschen Fassung) von einem Mechaniker einer fiktiven Fluggesellschaft, der dabei beobachtet wird, wie er Schrauben aus der Tragfläche eines Flugzeugs herausdreht. Zur Rede gestellt, rechtfertigt er sich, Flugzeuge hätten da einen großen Sicherheitsspielraum, so dass es auf ein paar Schrauben mehr oder weniger doch nicht ankäme, und er könne die für einen guten Preis verkaufen. Nach der (rhetorischen) Frage, ob man mit einer solchen Airline wohl fliegen wolle, vergleichen sie die Schrauben im Flugzeug mit den Arten des „Raumschiffs Erde“ als Ökosystem. Wenn der Mensch einige davon zum Aussterben bringt, scheint zunächst nicht viel Schlimmes zu passieren. Nach und nach ginge aber die Funktionsfähigkeit verloren, bis es letztlich zum Zusammenbruch kommt.
In der englischen Originalfassung war hier nicht von Schrauben, sondern von Nieten (englisch: rivet) die Rede, die gezogen (englisch: popping) werden, worauf der Name zurückgeht.

## Einordnung
Der Zusammenhang zwischen der Artenzahl und dem Funktionieren eines Ökosystems ist in der Ökologie bis heute umstritten. Es werden üblicherweise vier mögliche Hypothesen unterschieden, von denen die rivet-Hypothese eine ist. Alternative Hypothesen wären:
- Nullhypothese: Zwischen Artenzahl und Funktion besteht überhaupt kein Zusammenhang.
- Redundanz-Hypothese: Zur Funktion ist eine minimale Zahl von Arten erforderlich. Ist diese erreicht, sind weitere hinzukommende Arten redundant, ihr Fehlen hat keine wesentlichen Auswirkungen. Für diese Hypothese wurden, um im direkten Vergleich ebenfalls eine Flugzeug-Metapher zu verwenden, die wesentlichen Schlüsselarten mit den Piloten, die übrigen (redundanten) Arten mit den Passagieren eines Flugzeugs verglichen. Die Hypothese geht auf den in Australien forschenden Ökologen Brian Walker zurück.[3]
- Idiosynkrasie-Hypothese. Was passiert, wenn Arten verloren gehen, kommt auf den Einzelfall an. Allgemeine Vorhersagen sind unmöglich.

Der Zusammenhang wird bis heute intensiv erforscht. Die meisten Wissenschaftler sind aktuell der Ansicht, dass die Nullhypothese (kein Zusammenhang) den Daten nach nicht zutreffen kann. Aber auch die Nieten-Hypothese wird kritisiert, weil sie einen linearen Zusammenhang nahelegt. Tatsächlich erscheint es wahrscheinlicher, dass Arten jeweils Gruppen mit ähnlicher Funktion bilden, die in der Ökologie „funktionale Gruppen“ oder auch Gilden genannt werden. Arten innerhalb einer Gilde gelten bis zu einem gewissen Grade als untereinander austauschbar. Demnach wären viele Arten tatsächlich redundant, ab einem gewissen Schwellenwert würde aber der Systemzusammenbruch immer wahrscheinlicher. Paul Ehrlich und Brian Walker selbst meinten in einem Artikel das im Grunde kein großer Unterschied zwischen ihren Konzepten bestehe. Die einzelnen redundanten Arten wären eine Art Versicherung gegen das Versagen des Systems, sie wären zwar nicht unbedingt für das Funktionieren notwendig, erhöhten aber die Sicherheit.